# Нельсон, Сэмми
Сэ́мюэл Не́льсон (англ. Samuel Nelson; род. 1 апреля 1949, Белфаст), более известный как Сэ́мми Не́льсон (англ. Sammy Nelson) — североирландский футболист, играл на позиции левого защитника.

## Карьера
Сэмми Нельсон начал карьеру в 17-летнем возрасте в клубе «Арсенал» из Лондона, присоединившись к клубу в свой день рождения, вначале Нельсон играл на позиции левого вингера, но потом тренерский штаб перевёл ирландца на левый фланг обороны. До 1968 года Нельсон играл во второй команде «Арсенала» и лишь 25 октября 1969 года дебютировал в матче с «Ипсвич Таун», но несмотря на дебют, несколько лет Нельсон был лишь дублёром игрока основы «канониров» Боба МакНаба, и только когда в сезоне 1971—1972 МакНаб получил травму, Нельсон получил свой шанс, но когда МакНаб восстановился Нельсон вновь «осёл» на скамье запасных, получая шансы, лишь по случаю травм МакНаба. Летом 1975 года МакНаб ушёл из «Арсенала», и Нельсон получил свой шанс, быстро став игроком основы «канониров». В последующие 5 лет, Нельсон стал незаменимым игроком обороны «Арсенала», трижды с командой выступая в финалах кубка Англии, а в 1980 году клуб до финалакубка кубков, но в нём уступил по пенальти «Валенсии». Знаменит Нельсон стал и своими выходками, но особо известен стал матч 3 апреля 1979 года в котором «Арсенал» встречался с «Ковентри Сити», в нём Нельсон сначала забил автогол, а затем сравнял счёт, после чего подбежал к болельщикам канониров, снял шорты и показал им голый зад, за эту выходку клуб отстранил Нельсона от тренировок и игр на две недели. В 1980 году в «Арсенал» перешёл Кенни Сэнсом, также левый защитник, который вытеснил Нельсона из состава, просидев год в запасе, Нельсон ушёл из «Арсенала», проведя за все годы в команде 339 матчей и забив 12 мячей. В 1981 году перешёл в клуб «Брайтон», в котором завершил карьеру два года спустя, проработав год и тренером команды.
В сборной Северной Ирландии Нельсон дебютировал 21 апреля 1970 года и провёл в команде 51 матч, включая две игры на чемпионате мира в 1982 году.
После окончания карьеры игрока, Нельсон занялся страховым бизнесом, а сейчас он работает гидом на стадионе «Арсенала» Эмирейтс, проводя экскурсии в так называемом «Туре Легенд».
Дочь Нельсона Эмилия замужем за игроком в крикет Мэтью приором, у пары есть сын, которого зовут Джонатан

## Достижения
- Обладатель кубка ярмарок: 1970
- Чемпион Англии: 1970/71
- Обладатель кубка Англии: 1971, 1979